# 416 aC
El 416 aC va ser un any del calendari romà prejulià. Era també l'any 338 ab urbe condita, o de la fundació de Roma.

## Esdeveniments
- Alcibíades i Nícies són nomenats estrategs a Atenes.[1]
- Els atenencs ocupen l'illa de Melos considerada enemiga, en una campanya brutal narrada per Tucídides i que potser era una iniciativa d'Alcibíades. La capital havia estat assetjada durant dos anys per un miler d'atenesos i finalment va ser destruïda, tots els homes en edat militar van ser executats, i les dones i els nens convertits en esclaus. Alcibíades era l'autor dels decrets que imposaven aquests càstigs barbàrics als illencs, i ell mateix es va comprar una dona de l'illa, amb la qual va tenir un fill. Tot seguit, un grup de 500 clerucs atenencs es va establir a l'illa.[2]
- A Sicília, la ciutat de Segesta va demanar ajuda a Atenes perquè va sofrir un atac de Selinunt i de Siracusa. Atenes va enviar una flota, que va optar per atacar Siracusa.[3]
- Agató d'Atenes, poeta tràgic, va obtenir la victòria al concurs que se celebrava durant les Lenees. Plató, que tenia 14 anys en aquell moment i va estar present en el lliurament del premi, el va introduir com un dels interlocutors a la seva obra El convit.[4]
- Van ser elegits a Roma, tribuns amb potestat consular: Aulus Semproni Atratí, Marc Papiri Mugil·là, Quint Fabi Vibulà i Espuri Nauci Rútil.[5]